# Pere Soler Artalejo

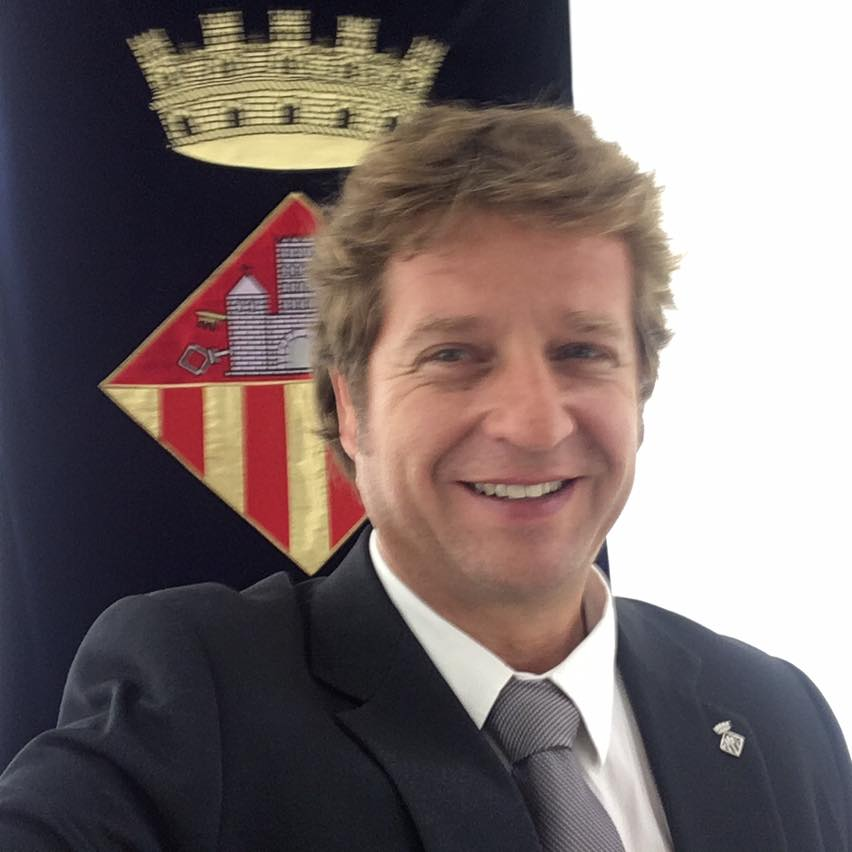
Pere Soler Artalejo

Pere Soler Artalejo (Barcelona España, 13 de abril de 1968) es un político de San Cugat del Vallés.

## Biografía
Licenciado en Geografía, Historia e Historia del Arte por la Universidad de Barcelona, y posgrado en Liderazgo político y gestión pública por la Universidad Autónoma de Barcelona. Cursó sus estudios primarios y secundarios en centros públicos de Barcelona: en la Escuela Costa y Llobera, en el colegio Sant Josep de Calassanç (hoy Escuela Miralletes), en el IB Sant Josep de Calassanç (hoy Moisés Broggi) y en el IB La Sedeta. Vive en San Cugat del Vallés desde 1997, en el barrio del Centro-Estación.

### Trayectoria asociativa
Vinculado al tejido asociativo de la ciudad y varias entidades de carácter cultural y social. Ha sido fundador de la Asociación Vecinal del Centro-Estación de San Cugat y presidente durante 10 años (2004 - 2014), también fue miembro de las juntas de las AMPAs del CEIP Joan Maragall y del IES Angeleta Ferrer y Sensat, formó parte de sus consejos escolares en diferentes etapas y del propio consejo escolar municipal. Fué socio del Centro Popular Andaluz y del Centro Castellano-Manchego de San Cugat, donde fue "Quijote del año" en 2015. Ha participado en otras entidades y colaborado con algunas ONGs de carácter local i general. También ha formado parte de los distintos consejos de barrio de San Cugat en distintas etapas (Consell del centre est, del centre Oest, Mira-sol, La Floresta i Les Planes), llegando a ser el presidente del llamado "Consell de Barri del Nucli Antic", que salió de la división del conell del centre Oest con el del casco antiguo de la ciudad.

### Trayectoria política
Fue regidor por el PSC (Partit dels Socialistes de Catalunya) durante 12 años en la localidad de Sant Cugat del Vallès y portavoz de su grupo municipal des del 2015 al 2023. Afiliado a la Juventud Socialista de Cataluña (1983) en 1984 formó parte del secretariado de la JSC de la federación de Barcelona. A los 18 años se afilió al PSC, pasando por las agrupaciones de Gràcia y el Ensanche, hasta que en 1997 que cambió de agrupación al PSC de San Cugat del Vallés, en la que continua. 

Fundador de la Asociación de Jóvenes Estudiantes de Cataluña (AJEC) y de la Asociación de estudiantes de la IB La Sedeta, formó parte de la mesa negociadora con la Consejería de Educación (antes se denominaba así) en las huelgas estudiantiles del 1987. Desde 2014 es consejero comarcal del Vallés Occidental y portavoz del grupo comarcal socialista desde 2015. También forma parte de la Comisión Permanente del pleno y de las Comisiones informativas del Consejo Comarcal del Vallés Occidental. De enero a noviembre de 2017 formó parte del equipo de gobierno municipal, fruto de un acuerdo PDeCAT-Demócratas y PSC, donde fue Teniente de Alcalde de Ocupación y Políticas Comarcales, así como miembro del consejo de administración de PROMUSA. Actualmente es el primer secretario del PSC de Sant Cugat. En 1997 con el cambio de domicilio hace el salto a la agrupación de Sant Cugat, donde ocupa varias responsabilidades orgánicas hasta que el 2015 es elegido primer secretario. El 1999 formó parte de la primera lista electoral, con Jordi Menéndez como cabeza de lista. También formó parte de las listas electorales del PSC en 2003, 2007 y 2011. En 2003 forma parte de la candidatura del PSC al Parlamento de Cataluña que llevó a Pasqual Maragall a la presidencia de la Generalidad de Cataluña. En 2015 es elegido mediante primarias para encabezar la candidatura socialista en el ayuntamiento de San Cugat del Vallés.

### Trayectoria profesional
Profesionalmente es técnico del área Metropolitana de Barcelona en el área de Desarrollo Social y Económico (anteriormente a las áreas de presidencia, urbanismo y planificación estratégica), pero también ha estado durante 24 años en otros sectores productivos en el ámbito privado (industrial químico y farmacéutico, logístico, transporte y comercio internacional)

### Presencia en los medios de comunicación
Articulista en los medios digitales Tot Sant Cugat y Cugat.cat, así como en Diario de Terrassa, Diari del Vallès i Diari de Sant Cugat (antes 4 Cantons).
Tertuliano en diversos programas de Cugat.cat y TV del Vallès-TV Sant Cugat.